# Gerundivo
El gerundivo (del latín: gerundivum 'relativo a lo que debe llevarse a cabo') es una forma verbal impersonal. Es el nombre dado al participio pasivo futuro del verbo latino, y por su valor adjetival está englobado normalmente dentro de los participios. Además del latín, hay otras lenguas que lo poseen, entre las que se encuentran el sánscrito y el tigriña, aunque por lo general significados equivalentes son expresados mediante construcciones perifrásticas más analíticas en las demás lenguas.

## El gerundivo latino
Este adjetivo generalmente indica a un sustantivo mencionándolo como merecedor de ser objeto de una acción, siendo más bien algo que no ha ocurrido y de ahí que se le considere en el futuro latino. Es el segundo participio pasivo latino después del tema de perfectum (correspondiente al participio del español), y el cuarto si contamos también a los activos futuro y presente. Se utiliza sobre todo para construir la voz perifrástica pasiva, que viene siendo una perífrasis verbal con el verbo esse como auxiliar más el gerundivo. A pesar de esto, puede encontrarse "ad solitum" teniendo la función de un adjetivo en aposición a un sustantivo.  
Se forma añadiendo el sufijo -nd a la raíz del verbo (seguida de la vocal temática), utilizando las desinencias de género, número y caso de los adjetivos de la primera clase. En el caso de los verbos de las conjugaciones tercera, cuarta y mixta, entre la raíz del verbo y el suifjo -nd aparecerá como vocal de unión la vocal -e-. 
Por ejemplo: carmen cantandum, 'canción para ser cantada' o 'para cantarse'. No debe confundirse con el gerundio.

## Usos del gerundivo latino
1. Se utiliza como variante de las construcciones de gerundio; así Cupidus edendi fructam (deseoso de comer frutas, donde el gerundio está en genitivo y 'fructam' es su complemento directo) se diría Cupidus edendae fructae (que significa lo mismo, pero aquí es 'fructae' la palabra que está en genitivo, y el gerundivo concuerda con ella en género y número, tal como un adjetivo cualquiera). Otro ejemplo sería el siguiente, con la construcción de gerundio: "Gladium hominem necandi" (Espada de matar a un hombre, donde 'hominem' tiene la función de complemento directo de la forma verbal 'necandi', verbo transitivo en forma no personal de gerundio, que a su vez sería un complemento de glaudium) mientras que en gerundivo se diría: "Gladium hominis necandi" (Espada de matar a un hombre) (donde es 'hominis' el que sustituye al gerundio y en su función de genitivo, y el gerundivo el que concuerda con él).
2. Como adjetivo con idea de posibilidad : mirandus 'admirable', laudandus 'loable', metuendus 'temible', contemnendus 'despreciable', etc.
3. Como predicativo de un complemento directo, con los verbos que significan 'dar, entregar' (dare, tradere), 'tomar, pedir' (sumere, suscipere): Edendum sumunt panem 'Toman el pan para comérselo'; Tibi filios meos educandos do 'te entrego mis hijos para educarlos'.
4. Su uso como predicativo o atributo de un verbo predicativo (presupuesto, en ocasiones) es muy común en latín, y le da un sentido de obligación, como vemos en la famosa frase de Catón: Delenda (est) Carthago: 'Cartago debe ser destruida.'

## El gerundivo en la voz perifrástica pasiva latina.
El gerundivo es la forma verbal no personal utilizada para formar la voz perifrástica pasiva en latín. En esta, el gerundivo (formado como anteriormente se detalla) concordará en género, número y caso con el sujeto (siendo el caso por defecto Nominativo, aunque en algún caso pudiere ser el caso Acusativo el utilizado, como por ejemplo en subordinadas sustantivas de infinitivo, el llamado "acusativo sujeto"). Además, formará la perífrasis con el verbo "sum" como auxiliar, estando en el tiempo verbal que el verbo "sum" indique. El complemento agente de este tipo de perifrástica pasiva irá en caso Dativo, sin preposición. Por ejemplo: "Dicenda est mihi veritas" significaría " La verdad debe ser dicha por mí","He de decir la verdad".

## Gerundivos en español
Hay un cierto número de palabras en español provienentes de los gerundivos latinos que se han mantenido en el habla o los conservamos ya sea como cultismos, como por ejemplo agenda, con el significado latino de las cosas que deben hacerse; educando, con el significado de el que debe ser educado; memorando, con el significado de lo que debe recordarse; o en el nombre femenino Amanda que viene siendo la que merece ser amada; Así también con el nombre Miranda, que significa la que merece ser admirada; Pudendo, lo que debe ser ocultado; Doctorando, el que debe ser doctorado; Nefando que no debe ser dicho.